# 比伯拉赫
比伯拉赫（德語：Biberach，發音：[ˈbiːbəʁax] ⓘ）是德国巴登-符腾堡州弗赖堡行政区奥特瑙县的市镇，总面积22.39平方千米，2023年12月31日总人口为3,788人。